# 18. pěší pluk
k.u.k. Böhmisches Infanterie Regiment „Erzherzog Leopold Salvator“ Nr. 18 byl pěchotním plukem armády Rakousko-Uherska.

## Vznik jednotky
Pluk byl založen 1.4.1682 ediktem císaře Leopolda I. o síle 2300 osob jako Lothringen zu Fuß . Označení IR 18 (Infanterie Regiment No. 18) získal pluk při zavedení plukovních čísel v roce 1769.

### Verbovací obvod
Od roku 1830 byl pluku přidělen Hradecký kraj.

### Egalizační barva
V roce 1880 – výložky: tmavočervené, knoflíky: bílé

## Významné bitvy

### Válka v roce 1859
Během války Rakouského císařství proti Francii a Sardinii v roce 1859 se IV. prapor pluku zúčastnil bitvy u Solferina. Jeho účast v bitvě inspirovala lidovou píseň „Generál Windischgrätz a vojenští páni“.

### Prusko-rakouská válka
Pluk se účastnil bitvy u Jičína a bitvy u Hradce Králové.

### První světová válka
IR 18 spadal do IX. sboru s velitelstvím v Litoměřicích, do 20. pěší brigády (vel. generálmajor Hugo Reymann) a 10. pěší divize (vel. Theodor Hordt).
- Zařazení praporů v srpnu 1914:

I. III. a IV. prapor v IX. sboru, 20. pěší brigádě a 10. pěší divizi podřízené 4. armádě - pluk určený pro frontu v Haliči proti Rusku.

## Majitelé pluku
- 1682 – 1698 Leopold Josef Lotrinský[2]
- 1698 – 1705 Josef Lotrinský[2]
- 1705 – 1706 Johann Adam sv. pán Wetzel[2]
- 1706 – 1706 Johann Ernst Hoffmann von Eidlitz[2]
- 1707 – 1714 Franz Xaver hrabě Sonnenberg a Heindl[2]
- 1714 – 1716 Johann Damian sv. pán Sickingen[2]
- 1716 – 1719 Johann Herrmann von Nesselrode[2]
- 1719 – 1742 Friedrich Heinrich von Seckendorff[2]
- 1742 – 1771 Ernst Dietrich Marschall von Burgholzhausen[2]
- 1773 – 1791 Jakob Friedrich von Brinken[2]
- 1791 – 1808 Patrik hrabě Stuart[2]
- 1808 – 1809 Constantin D'Aspre[2]
- 1809 – 1817 Jindřich XIII. Reuss z Greitz[2]
- 1817 – 1821 bez majitele
- 1821 – 1840 Wenzel hrabě Vetter von Lilienberg[2]
- 1840 – 1848 Maximilian Reising von Reisinger[2]
- 1848 – 1892 Velkokníže ruský Konstantin
- 1893 – 1918 Arcivévoda Leopold Salvator

### Velitelé pluku
- 1887 - 1891 Josef rytíř Kalivoda[3]
- 1891 - 1894 Hugo Scheriau[3]